# 索尼克赛车2
《索尼克赛车2》是一款由世嘉制作和在Game Gear发行的竞速游戏。本游戏于1995年3月发行。
玩家如果获得胜利，将会得到混乱水晶。
《索尼克赛车》收到混合评价，但与上作相比更为正面。《Fami通》给予本游戏19/40的分数。